# Cubos de bloqueo

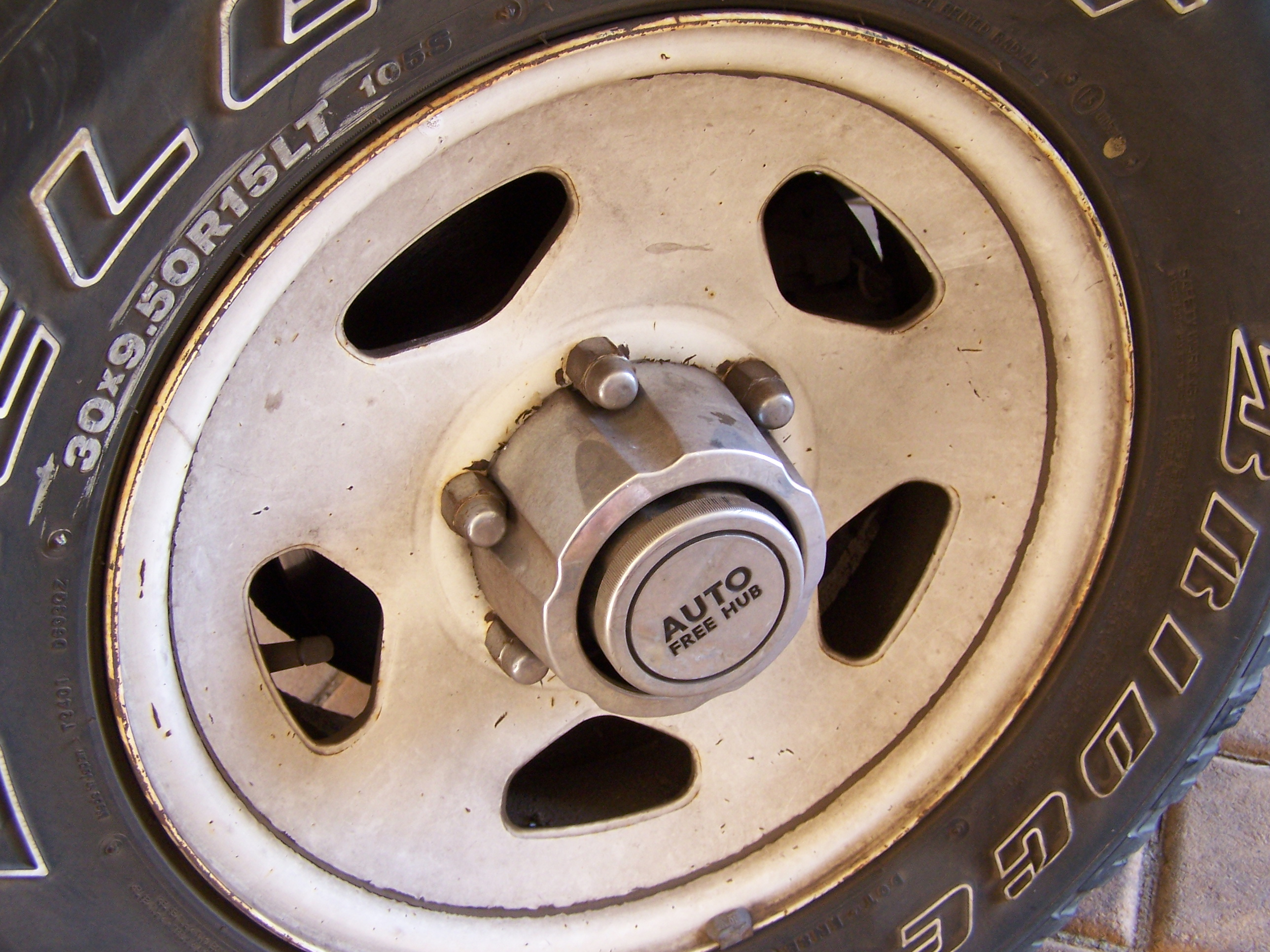
Cubo de bloqueo automático de un Mitsubishi Pajero de 1986.

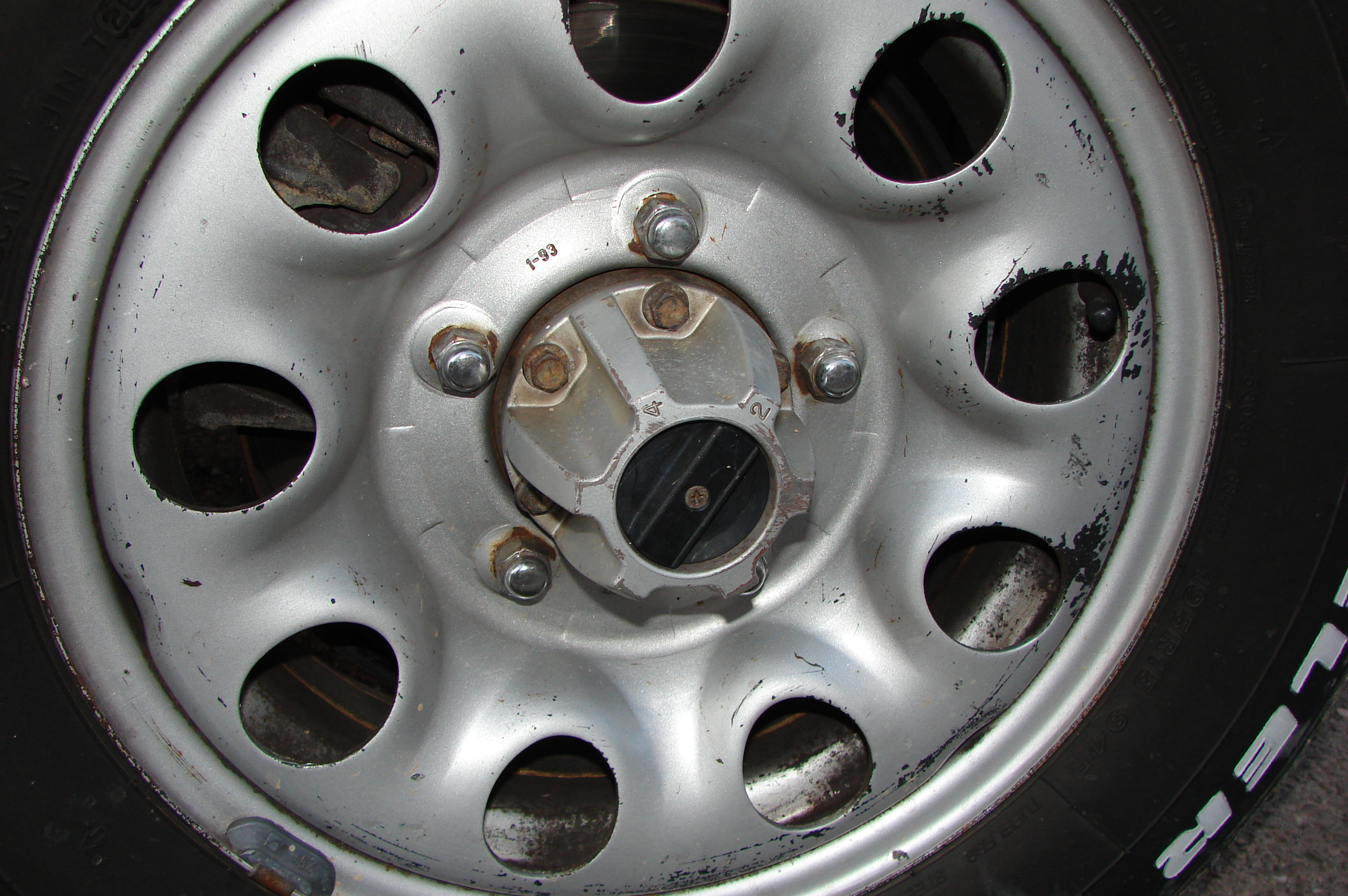
Cubo de bloqueo manual de un Suzuki Vitara.

Los cubos de bloqueo, también conocidos como cubos de rueda libre, son un accesorio instalado en muchos vehículos de tracción en las cuatro ruedas que permite que las ruedas delanteras sean desconectadas de los palieres delanteros.

## Características y uso
Debido a que muchos vehículos de tracción en las cuatro ruedas antiguos no tienen un diferencial central o equivalente (ej.: un acoplador viscoso), solo deberían ser usados en el modo de tracción en las cuatro ruedas en el que la tracción esté limitada. De otro modo, podrían producir tensiones en la transmisión. Por esta razón, muchos de estos vehículos pasarán la mayor parte de su tiempo en el modo de tracción a dos ruedas y los cubos de bloqueo permiten desconectar elementos del árbol de transmisión que no son necesarios en el modo de tracción a 2 ruedas. Con los cubos desconectados y la transmisión en modo 2 ruedas, el eje frontal y el diferencial están inactivos.
Sin los cubos de bloqueo, las ruedas delanteras harían girar los palieres delanteros, que harían girar el puente delantero y el árbol de transmisión. Los cubos de bloqueo, cuando se conectan adecuadamente, permiten a las ruedas delanteras girar independientemente del árbol de transmisión.
Los beneficios aportados por los cubos de bloqueo incluyen un menor consumo, ruido, vibración y desgaste. La magnitud exacta de estas ventajas está en pleno debate y muchos opinan que éstás son superadas por las desventajas explicadas más adelante.
En los vehículos más antiguos se usan cubos de bloqueo manual para desconectar las ruedas delanteras. Esto requiere bajarse del vehículo para conectar o desconectar las ruedas delanteras. Si las condiciones de la carretera son irregulares, estos vehículos pueden ser usados en modo de tracción en dos ruedas con los bloqueadores conectados (desconectando la tracción a las cuatro ruedas con el interruptor o la palanca interna) y la tracción en las 4 ruedas necesitaría ser conectada cuando las condiciones de la carretera lo demanden.
En vehículos de tracción en las cuatro ruedas más modernos, los cubos de bloqueo automático son usados habitualmente y, como su propio nombre indica, se conectan automáticamente cuando se activa la tracción en las cuatro ruedas desde el interior del vehículo. La ventaja principal es que el conductor no necesita abandonar el vehículo para activar la tracción en las 4 ruedas o conducir el vehículo con tracción en 2 ruedas con el eje delantero conectado. La desventaja con este sistema es que la mayoría de los diseños requieren que el vehículo avance cierta distancia (normalmente un giro completo de rueda, y normalmente en una dirección concreta) para que así los cubos se conecten o desconecten (en muchos casos la tracción en las cuatro ruedas puede ser conectada con el vehículo en movimiento). Esto no se podría realizar si el vehículo se quedara completamente atascado antes de conectar la tracción en las cuatro ruedas, por lo que los cubos automáticos precisan de más precaución por parte del conductor.
Los vehículos de tracción en las cuatro ruedas que no poseen cubos de bloqueo, bien tienen tracción en las cuatro ruedas bien a tiempo completo o a tiempo partido con un eje delantero permanentemente conectado (en el caso de un vehículo con tracción trasera permanente), que está activo pero no bajo cargo cuando se encuentra en modo de tracción en 2 ruedas.
Las desventajas de los cubos de bloqueo comprenden el hecho de que es necesario abandonar el vehículo para conectarlos en el caso de los cubos manuales, y la necesidad de pensar con anterioridad y conectar la tracción en las 4 ruedas antes de quedarse atascado en el caso de los automáticos. Además, en algunos diseños de eje (como los usados en los Land Rovers antiguos), el rodamiento del pivote superior puede quedarse sin lubricante, suministrado normalmente por el aceite que es arrojado desde el eje, a menos que los cubos estén bloqueados cada vez durante cientos de kilómetros. Debido a que para activar los cubos de bloqueo generalmente no se requiere una llave, pueden ser bloqueados o desbloqueados maliciosamente por otras personas además del dueño del vehículo.